# Renče-Vogrsko
Renče-Vogrsko (Ranziano-Voghersca en italien) est une commune située dans la région du Littoral slovène à l'ouest de la Slovénie. La commune a été créée en 2006 au départ d'une partie du territoire de la commune voisine de Nova Gorica.

## Géographie
La commune est localisée à l'ouest de la Slovénie à proximité de l'Italie dans la région du Littoral slovène.

### Villages
Les localités qui composent la commune sont Bukovica, Dombrava, Oševljek, Renče, Vogrsko et Volčja Draga.

## Démographie
Jusque 2006, la population de la commune était reprise dans les statistiques de la commune de Nova Gorica. Depuis le recensement de 2007, la population de la commune est stable et supérieure à 4 000 habitants,.
Évolution démographique
| 2007  | 2008  | 2009  | 2010  | 2011  | 2012  | 2013  | 2014  | 2015  |
| ----- | ----- | ----- | ----- | ----- | ----- | ----- | ----- | ----- |
| 4 309 | 4 324 | 4 229 | 4 296 | 4 304 | 4 286 | 4 309 | 4 324 | 4 297 |
| 2016  | 2017  | 2018  | 2019  | 2020  | 2021  |       |       |       |
| 4 323 | 4 365 | 4 307 | 4 354 | 4 371 | 4 383 |       |       |       |